# Holbrook-Armstrong Iron Company
Holbrook-Armstrong Iron Company war ein US-amerikanischer Hersteller von Automobilen und Motoren.

## Unternehmensgeschichte
Das Unternehmen hatte seinen Sitz in Racine in Wisconsin. Die erste bekannte Erwähnung stammt von 1904, als Charles W. Mathews Vizepräsident war. 1910 war Charles Buehner Präsident, Arthur Buehner Vizepräsident und J. A. Armstrong Sekretär und Schatzmeister. Sie beschäftigten 90 Mitarbeiter. Ab dem Jahr stellten sie Motoren für die Racine-Sattley Company her, die zwischen 1910 und 1911 Automobile produzierte. 1911 investierten sie, um die Motorenproduktion zu erweitern. Im November 1911 stellten sie drei Fahrgestelle her und 1912 einige Automobile. Der Markenname lautete Holbrook-Armstrong.
Nach 1914 verliert sich die Spur des Unternehmens.

## Fahrzeuge
Das einzige Modell hatte einen Vierzylindermotor aus eigener Fertigung.